# Liste der Biografien/Jul
Liste der Biografien |
Portal Biografien |
Personensuche
# |
A |
B |
C |
D |
E |
F |
G |
H |
I |
J |
K |
L |
M |
N |
O |
P |
Q |
R |
S |
T |
U |
V |
W |
X |
Y |
Z |
?
 
Ja |
Jb |
Jd |
Je |
Jh |
Ji |
Jj |
Jl |
Jn |
Jm |
Jo |
Jp |
Jr |
Js |
Jt |
Ju |
Jv |
Jw |
Jy
 
Jua |
Jub |
Juc |
Jud |
Jue |
Juf |
Jug |
Juh |
Jui |
Juj |
Juk |
Jul |
Jum |
Jun |
Juo |
Jup |
Jur |
Jus |
Jut |
Juu |
Juv |
Juw |
Jux |
Juy |
Juz
Die Liste der Biografien führt alle Personen auf, die in der deutschsprachigen Wikipedia einen Artikel haben. Dieses ist eine Teilliste mit 251 Einträgen von Personen, deren Namen mit den Buchstaben „Jul“ beginnt.

## Jul
- Jul (* 1974), französischer Comicautor, Cartoonist und Schriftsteller
- Jul (* 1990), französischer Rapper

### Jula
- Jula, Emil (1980–2020), rumänischer Fußballspieler
- Julajew, Salawat (1752–1800), baschkirischer Freiheitskämpfer und Dichter, Nationalheld von Baschkortostan
- Julamanowa, Nailja Gainulowna (* 1980), russische Marathonläuferin
- Julan, Nathaël (1996–2020), französischer Fußballspieler
- Julavits, Heidi (* 1968), US-amerikanische Schriftstellerin

### Julc
- Jülch, Thomas (* 1975), deutscher Historiker und Sinologe
- Julcher, Angela (* 1973), österreichische Verfassungsjuristin, Hofrätin am VwGH, Ersatzmitglied des VfGH

### Juld
- Juldaschew, Alexander Jurjewitsch (* 1967), russischer Vizeadmiral
- Juldaschew, Ramil (* 1961), ukrainischer Eishockeyspieler und -trainer
- Juldaschew, Ramil Olegowitsch (* 1985), russischer Badmintonspieler

### Jule
- Jule K. (* 1974), deutsche Comiczeichnerin und Illustratorin
- Jule X, Schweizer RapperJule X

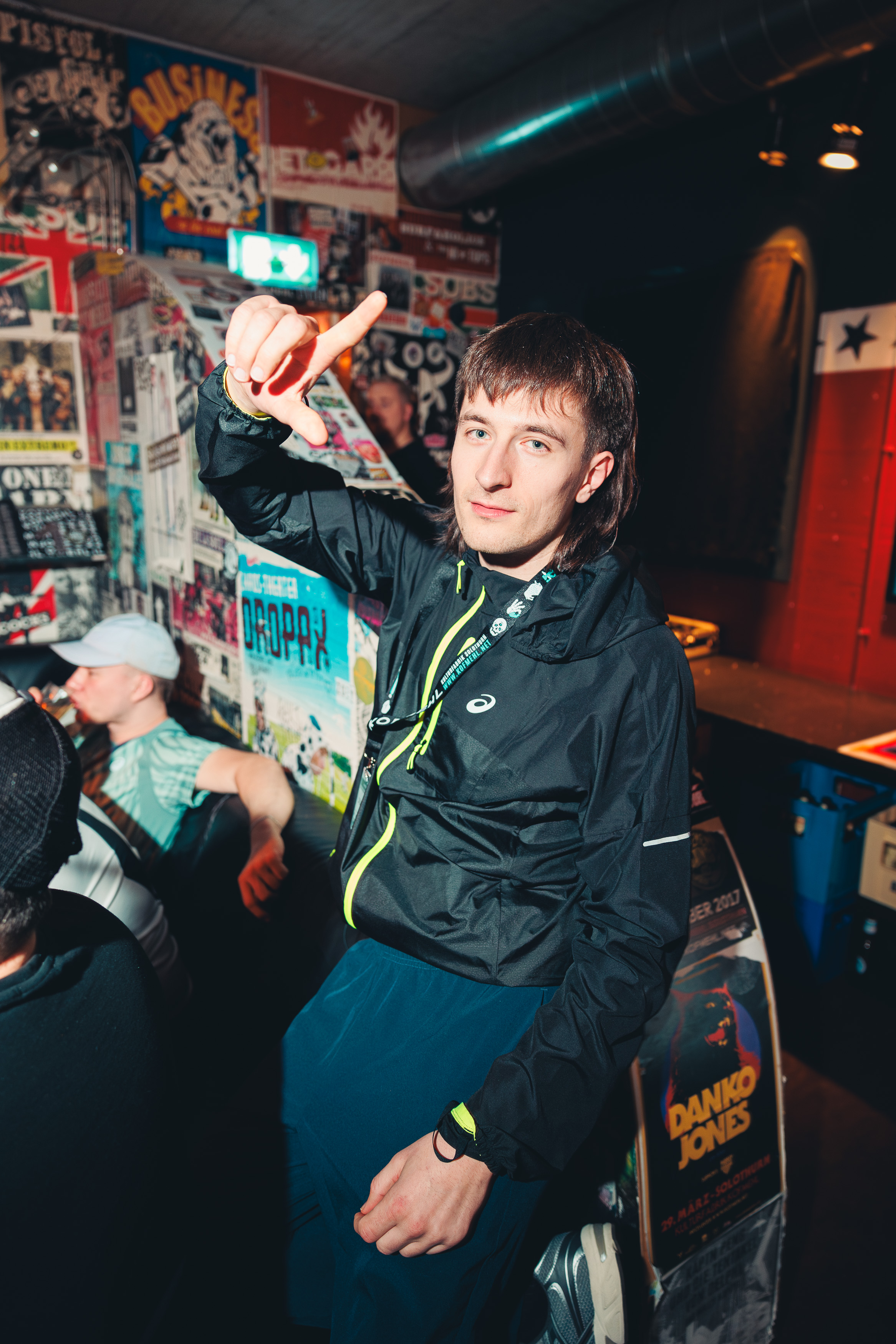
Jule X

- Jule, Alexandra (* 1989), australische Schachspielerin
- Julen, Alphonse (1899–1988), Schweizer Skilangläufer
- Julen, Antoine (1898–1982), Schweizer Korporal und Skisportler
- Julen, Franz (* 1958), Schweizer Manager
- Julen, Martin (* 1928), Schweizer Skirennfahrer
- Julen, Max (* 1961), Schweizer Skirennfahrer
- Julen, Oswald (1912–1998), Schweizer Skilangläufer
- Julen, Simon (1897–1951), Schweizer Skilangläufer
- Jules Joseph Gabriel (1792–1869), französischer Theaterdichter
- Jules, Anton (1860–1913), böhmischer Theaterschauspieler
- Jules, Dazel (* 1967), Sprinter aus Trinidad und Tobago
- Jules, Gary (* 1969), US-amerikanischer MusikerGary Jules (* 1969)

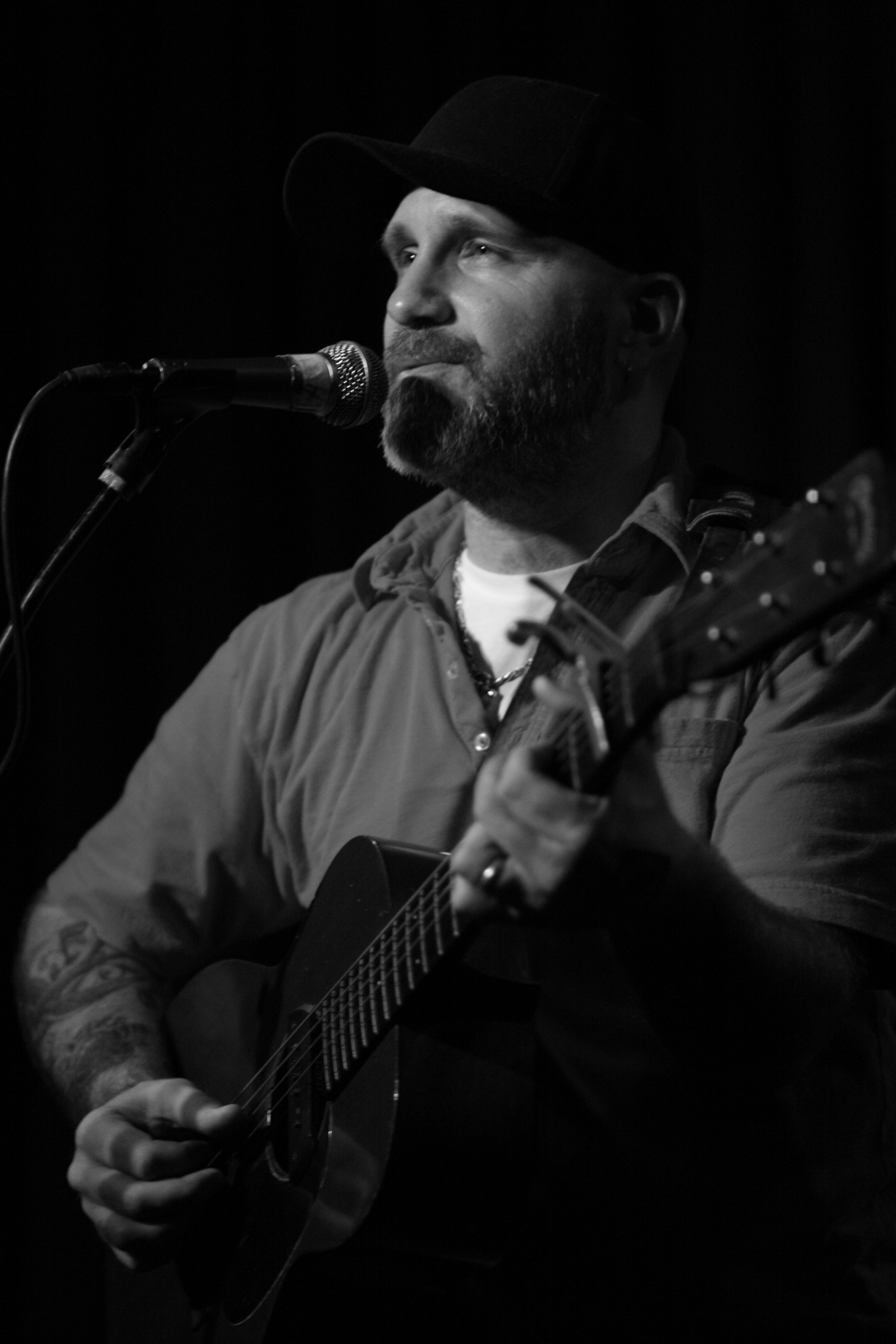
Gary Jules (* 1969)

- Jules, Hermine (1850–1901), böhmische Theaterschauspielerin
- Jules, Justin (* 1986), französischer Radrennfahrer
- Jules, Naya (* 2007), lucianische Stabhochspringerin
- Jules, Neville (1927–2020), trinidadischer Pionier der Steel Pan
- Jules, Pascal (1961–1987), französischer Radrennfahrer
- Julesz, Béla (1928–2003), ungarischer Wahrnehmungspsychologe
- Julević, Merza (* 1990), deutsche Fußballspielerin
- Juley, Peter Anton (1862–1937), deutscher Postassistent (Telegrafist), amerikanischer Kunstfotograf sowie offizieller Fotograf von Theodore Roosevelt während dessen Amtszeit

### Julg
- Jülg, Bernhard (1825–1886), deutscher Sprachforscher
- Jülg, Bernhard (1888–1975), österreichischer Schriftsteller

### Julh
- Julhès, Émile-Louis (1855–1895), französischer Ballonfahrer und Pionier der Luftfahrt

### Juli
- Juli (* 1974), andorranischer Fußballspieler
- Julià i Ros, Benet (1727–1787), katalanischer Organist und Komponist
- Julia Maesa, Schwester der Julia Domna, Großmutter Elagabals und des Severus Alexander
- Julia Mamaea († 235), Mutter des römischen Kaisers Severus Alexander
- Julià Perello, Miquel (* 1988), spanischer Automobilrennfahrer
- Julia Soaemias († 222), Mutter des römischen Kaisers Elagabal
- Julia von Korsika, Heilige und Märtyrin der katholischen und der orthodoxen KircheJulia von Korsika

Julia von Korsika

- Julia, Bernard (* 1952), französischer theoretischer und mathematischer Physiker
- Julia, Gaston Maurice (1893–1978), französischer Mathematiker
- Julia, José (* 1979), spanischer Radrennfahrer
- Julia, Lucie (1927–2023), guadeloupeanische Schriftstellerin, Frauenrechtlerin und Sozialarbeiterin
- Julia, Marc (1922–2010), französischer Chemiker
- Julia, Philippe (* 1968), französischer Handballspieler und -trainer
- Juliá, Raúl (1940–1994), US-amerikanischer Schauspieler puerto-ricanischer AbstammungRaúl Juliá (1940–1994)

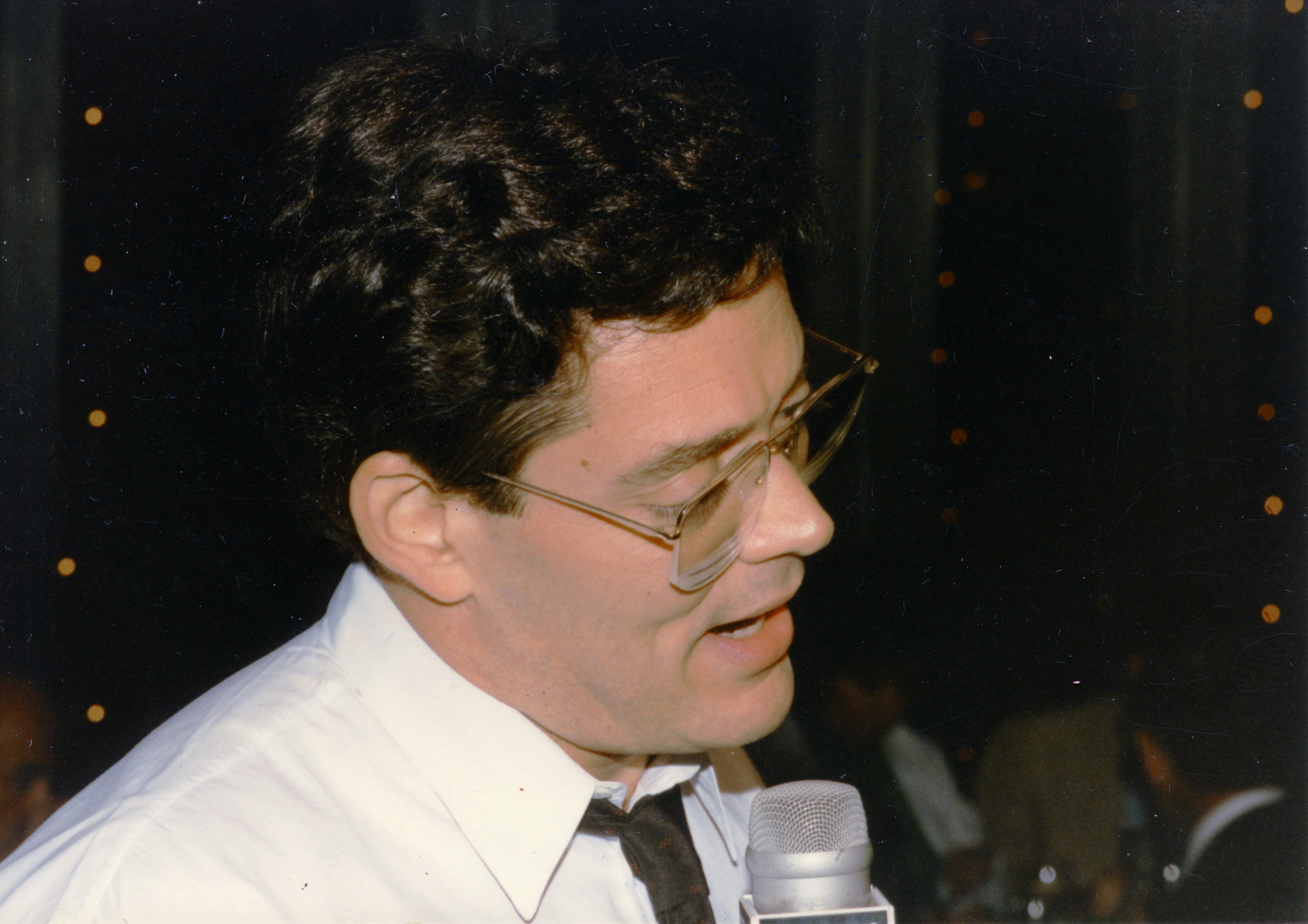
Raúl Juliá (1940–1994)

- Julian, arianischer Theologe und Verfasser eines Kommentars zum Buch Hiob
- Julian, byzantinischer angeblicher Statthalter von Ceuta (um 711), letzter Exarch von Karthago (unsicher)
- Julian († 411), Sohn des weströmischen Gegenkaisers Konstantin III.
- Julian († 363), römischer Kaiser (360–363)
- Julian ben Sabar, Anführer von samaritanischen Aufständischen gegen den oströmischen Kaiser Justinian I.
- Julian der Theurg, Wundertäter
- Julian Garnier († 1275), Graf von Sidon
- Julian von Antinoë, christlicher Heiliger und Märtyrer
- Julian von Cuenca († 1208), Bischof von Cuenca (Spanien)
- Julian von Emesa, frühchristlicher Märtyrer
- Julian von Speyer, Chormeister, Komponist und Dichter aus dem Orden der Franziskaner sowie Heiliger
- Julian von Tarsus, christlicher Märtyrer
- Julian von Toledo († 690), Erzbischof von Toledo und theologischer Schriftsteller
- Julian, Anna Johnson (1903–1994), US-amerikanische Soziologin, Hochschullehrerin und Bürgerrechtlerin
- Julian, Cyril (* 1974), französischer Basketballspieler
- Julian, Doggie (1901–1967), US-amerikanischer Basketballtrainer
- Julian, Elton (* 1974), US-amerikanischer Autorennfahrer und Rennstallbesitzer
- Julian, George Washington (1817–1899), US-amerikanischer Politiker
- Julian, Hanna (* 1972), deutsche Schriftstellerin
- Julian, Janet (* 1959), amerikanische Pädagogin, Autorin, Model und Schauspielerin
- Julian, Jeff (* 1935), neuseeländischer Marathonläufer
- Julian, Percy Lavon (1899–1975), US-amerikanischer Chemiker
- Julian, Pete (* 1971), US-amerikanischer Langstreckenläufer und Leichtathletiktrainer
- Julian, Pierre (1896–1957), französischer Okzitanist und Dichter okzitanischer Sprache
- Julian, Rodolphe (1839–1907), französischer Maler und Gründer der Académie Julian in Paris
- Julian, Rupert (1879–1943), US-amerikanisch-neuseeländischer Filmemacher
- Julian, William Alexander (1870–1949), US-amerikanischer Bankier, Geschäftsmann und Regierungsbeamter
- Juliana (1909–2004), niederländische KöniginJuliana (1909–2004)

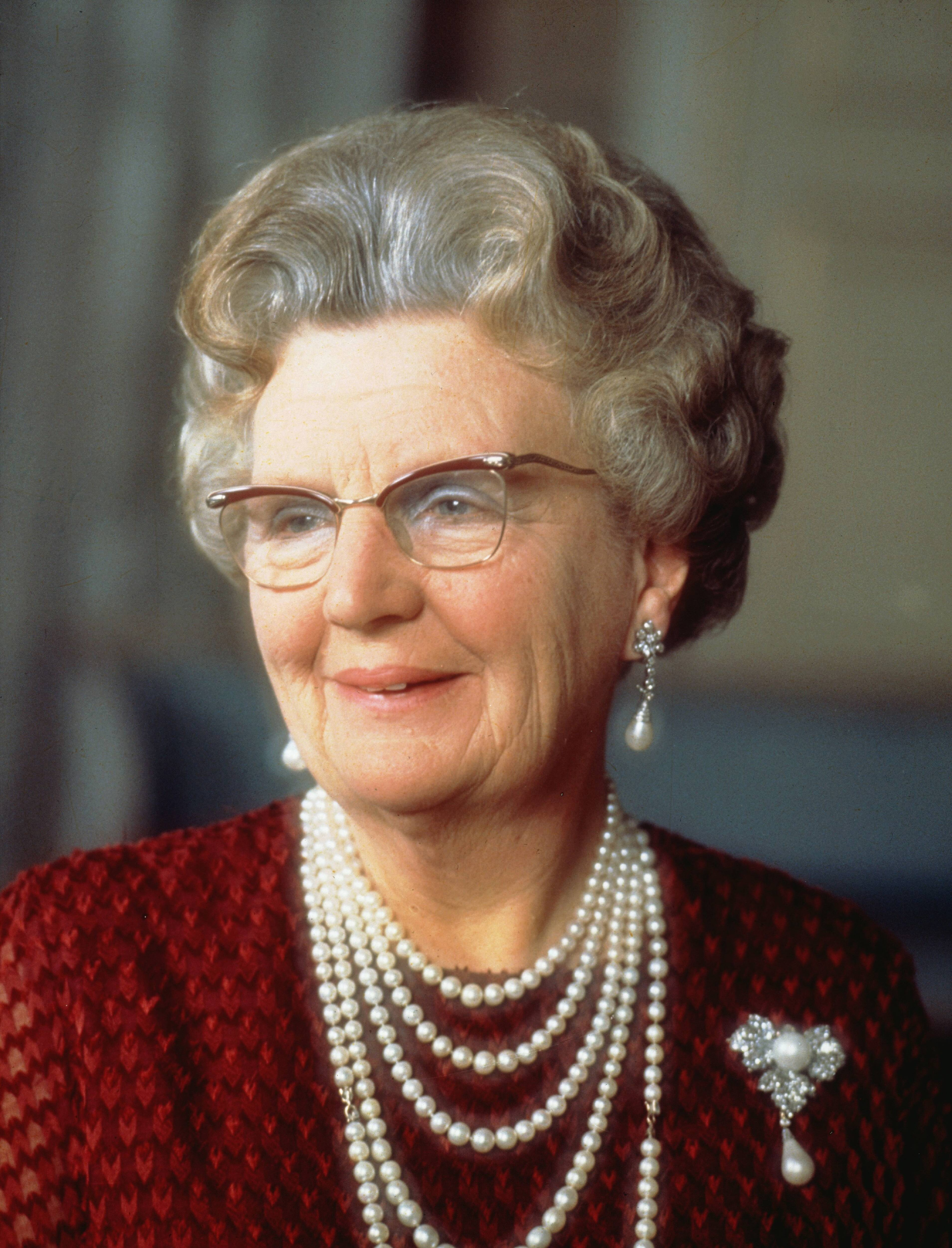
Juliana (1909–2004)

- Júlíana Sara Gunnarsdóttir (* 1990), isländische Schauspielerin
- Júlíana Sveinsdóttir (1889–1966), isländischen Malerin und Textilkünstlerin
- Juliana von Falconieri († 1341), Ordensgründerin der Servitinnen, Jungfrau
- Juliana von Lüttich († 1258), Chorfrau und Mystikerin
- Juliana von Nikomedia (285–304), Heilige, Märtyrin
- Juliana von Norwich, Nonne
- Juliana von Oldenburg-Delmenhorst (1615–1691), Regentin von Württemberg-Weiltingen
- Juliane de Fontevrault, uneheliche Tochter des anglonormannischen Königs Heinrich I. Beauclerc und dessen Geliebter Ansfride
- Juliane Elisabeth von Waldeck (1637–1707), deutsche Adlige und Wohltäterin
- Juliane Garnier, Herrin von Caesarea
- Juliane Louise von Ostfriesland (1657–1715), Prinzessin von Ostfriesland
- Juliane Luise von Ostfriesland (1698–1740), Herzogin von Schleswig-Holstein-Plön
- Juliane Sophie von Dänemark (1788–1850), Prinzessin von Dänemark
- Juliane von Braunschweig-Wolfenbüttel (1729–1796), Königin von Dänemark
- Juliane von Hessen-Darmstadt (1606–1659), Gräfin von Ostfriesland
- Juliane von Hessen-Eschwege (1652–1693), deutsche Adlige aus dem Haus Hessen am schwedischen Hof
- Juliane von Hessen-Philippsthal (1761–1799), Gräfin von Schaumburg-Lippe
- Juliane von Nassau-Dillenburg (1587–1643), Gräfin von Nassau-Dillenburg, durch Heirat Landgräfin von Hessen-Kassel
- Juliane von Sachsen-Coburg-Saalfeld (1781–1860), russische GroßfürstinJuliane von Sachsen-Coburg-Saalfeld (1781–1860)

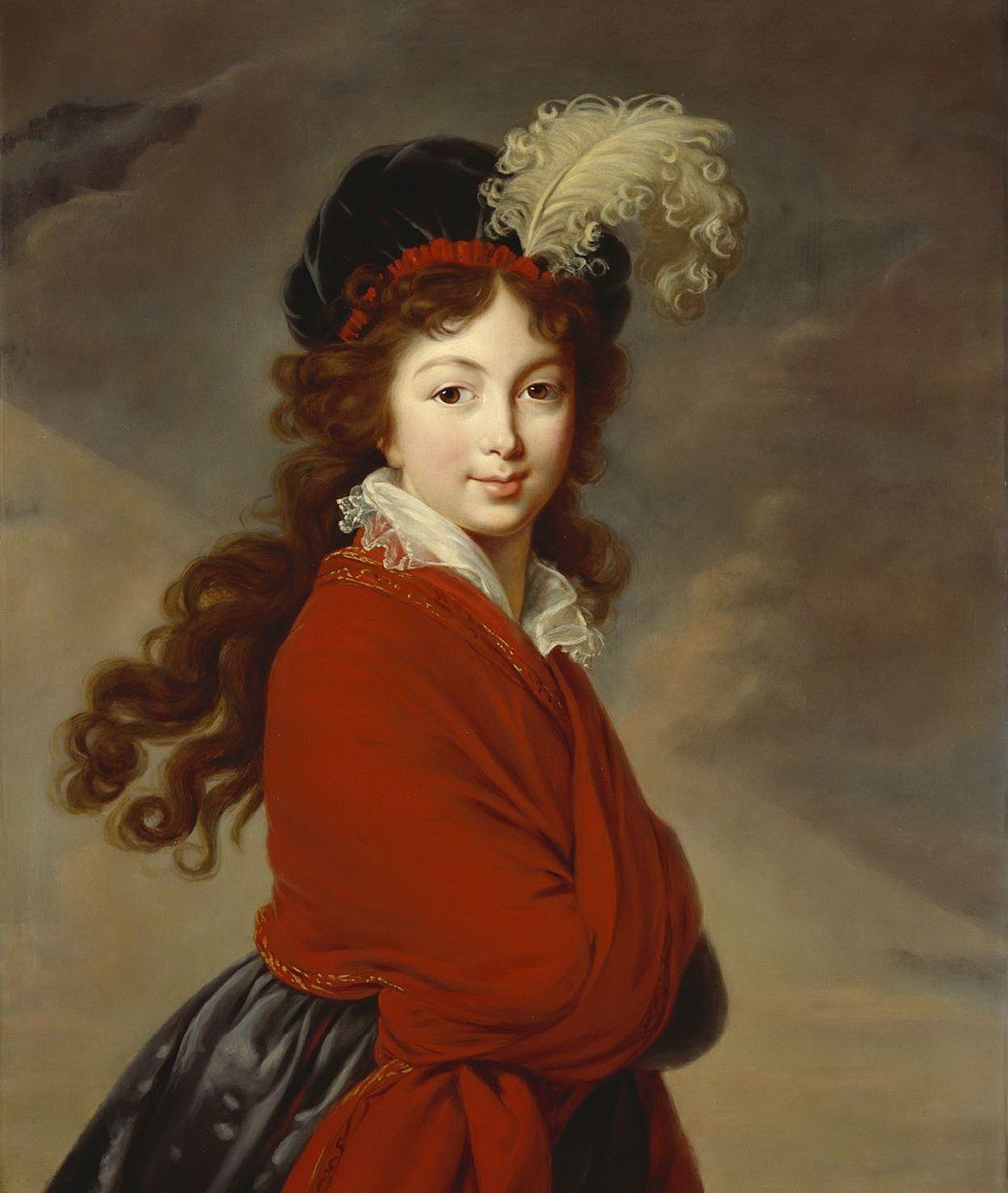
Juliane von Sachsen-Coburg-Saalfeld (1781–1860)

- Juliane zu Hessen-Kassel (1773–1860), Prinzessin aus dem Hause Hessen-Kassel und Äbtissin des Klosters Itzehoe
- Juliani, Alessandro (* 1975), kanadischer Schauspieler, Sänger und Komponist
- Juliano, Antonio (1942–2023), italienischer Fußballspieler
- Julianus († 189), Bischof von Alexandria
- Julianus, griechischer Diakon und Heiliger der römisch-katholischen Kirche
- Julianus Alemannus († 1486), katholischer Priester, Franziskaner und Heiliger
- Julianus Hospitator, katholischer Heiliger
- Julianus Hypathus, Magister militum von Venedig
- Julianus von Brioude, christlicher Märtyrer und Heiliger
- Julianus von Eclanum, römischer Geistlicher, Bischof von Eclanum
- Julianus von Le Mans († 348), erste Bischof von Le Mans und Namenspatron
- Julianus von Lescar, Bischof von Beneharum (Lescar)
- Julianus von Sora, Märtyrer und Heiliger
- Julianus, Didius (133–193), römischer Kaiser
- Julião, Ronald (* 1985), brasilianischer Kugelstoßer und Diskuswerfer
- Julich, Bobby (* 1971), US-amerikanischer RadrennfahrerBobby Julich (* 1971)

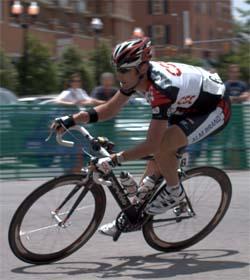
Bobby Julich (* 1971)

- Jülich, Christian (* 1938), deutscher Jurist und Autor
- Jülich, Elsa (1886–1964), deutsche Opernsängerin der Stimmlage Sopran
- Jülich, Emil (1854–1923), deutscher Liedermacher und Karnevalsschlager-Komponist
- Jülich, Emmy (1901–1985), deutsche Schauspielerin
- Jülich, Jean (1929–2011), deutscher Widerstandskämpfer, Mitglied der Kölner Edelweißpiraten und Gerechter unter den Völkern
- Jülich, Lutwin (1888–1953), deutscher Landrat und Jurist
- Jülich, Otto (1878–1936), deutscher Komiker
- Jülich, Rolf (1932–2005), deutscher Schauspieler und Synchronsprecher
- Jülich, Theo (1956–2018), deutscher Kunsthistoriker
- Jülich, Torsten (* 1974), deutscher Fußballspieler
- Jülich, Urban-Josef (* 1940), deutscher Politiker (CDU), MdL
- Jülicher, Adolf (1857–1938), deutscher evangelischer Theologe
- Jülicher, Frank (* 1965), deutscher Biophysiker
- Jülichmanns, Sascha, deutscher Poolbillardspieler
- Julie, Bruno (* 1978), mauritischer Boxer
- Juliën, Anna (1705–1779), surinamische Plantagenbesitzerin
- Julien, Charles-André (1891–1991), französischer Historiker, Journalist, Orientalist und Universitätsprofessor
- Julien, Christina (* 1988), kanadisch-australische Fußball- und Eishockeyspielerin
- Julien, Claire (* 1995), US-amerikanische Schauspielerin
- Julien, Claude (* 1960), kanadischer Eishockeyspieler und -trainer
- Julien, Denyse (* 1960), kanadische Badmintonspielerin
- Julien, Edmond († 1894), belgischer Erfinder
- Julien, Henri (1852–1908), kanadischer Maler und Karikaturist
- Julien, Henri (1927–2013), französischer Motorsportler
- Julien, Isaac (* 1960), englischer Künstler und FilmproduzentIsaac Julien (* 1960)

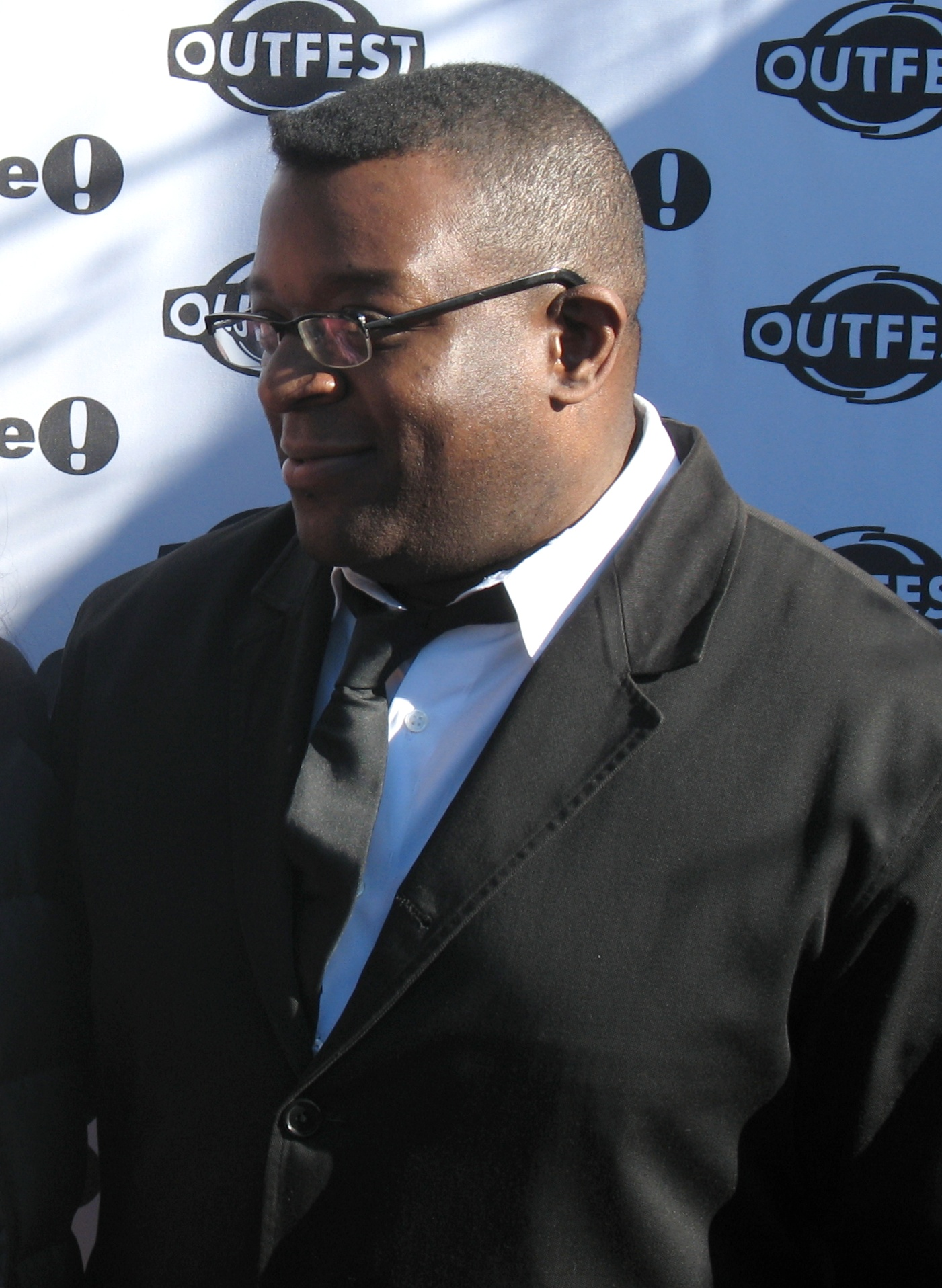
Isaac Julien (* 1960)

- Julien, Max (1933–2022), US-amerikanischer Schauspieler und Musiker
- Julien, Mélody (* 1999), französische Leichtathletin
- Julien, Pauline (1928–1998), kanadische Sängerin und Schauspielerin
- Julien, Robert (* 1967), kanadischer Autorennfahrer
- Julien, Stanislas (1797–1873), französischer Sinologe
- Julien, Stéphane (* 1974), kanadischer Eishockeyspieler und -trainer
- Julien-Laferrière, Hubert (* 1966), französischer Wirtschaftswissenschaftler und Politiker
- Julien-Laferrière, Ludovic-Henri-Marie-Ixile (1838–1896), französischer Geistlicher und römisch-katholischer Bischof von Constantine-Hippone
- Julienco (* 1993), deutscher Webvideoproduzent
- Julienne, Antoine Alexandre (1775–1838), französischer General der Infanterie
- Julienne, Paul (* 1944), US-amerikanischer Physiker und Chemiker
- Julienne, Rémy (1930–2021), französischer Stuntman
- Juliens, Pierre, belgischer Tischtennisspieler
- Julier, Hermann (1877–1939), deutscher Politiker (CNBL), MdR
- Julier, Jürgen (1942–1994), deutscher Kunsthistoriker
- Juliet, Charles (1934–2024), französischer Dichter und Schriftsteller
- Juliette (* 1974), russisch-deutsche Sängerin und DJane
- Jüliger, Lukas (* 1988), deutscher Comic-Künstler und -autor
- Julija Fominitschna Dombrowskaja (1891–1976), sowjetische Kinderärztin
- Julin, Anatoli Iwanowitsch (1929–2002), sowjetischer Hürdenläufer
- Julin, Andrea (* 1994), finnische Skilangläuferin
- Julin, Harald (1890–1967), schwedischer Schwimmer und Wasserballspieler
- Julin, Jessica (* 1978), finnische Fußballspielerin
- Julin, Magda (1894–1990), schwedische Eiskunstläuferin
- Julin-Fabricius, Christian (1802–1875), deutsch-dänisch-schwedischer Dichter, Pädagoge, Übersetzer und Jugendbuchautor
- Juling, Peter (* 1931), deutscher Politiker (FDP), Journalist, Publizist und Autor
- Juling, Wilfried (* 1949), deutscher Informatiker und Hochschullehrer
- Julini, Sally (* 2003), Schweizer Fussballspielerin
- Júlio César (* 1963), brasilianischer FußballspielerJúlio César (* 1963)

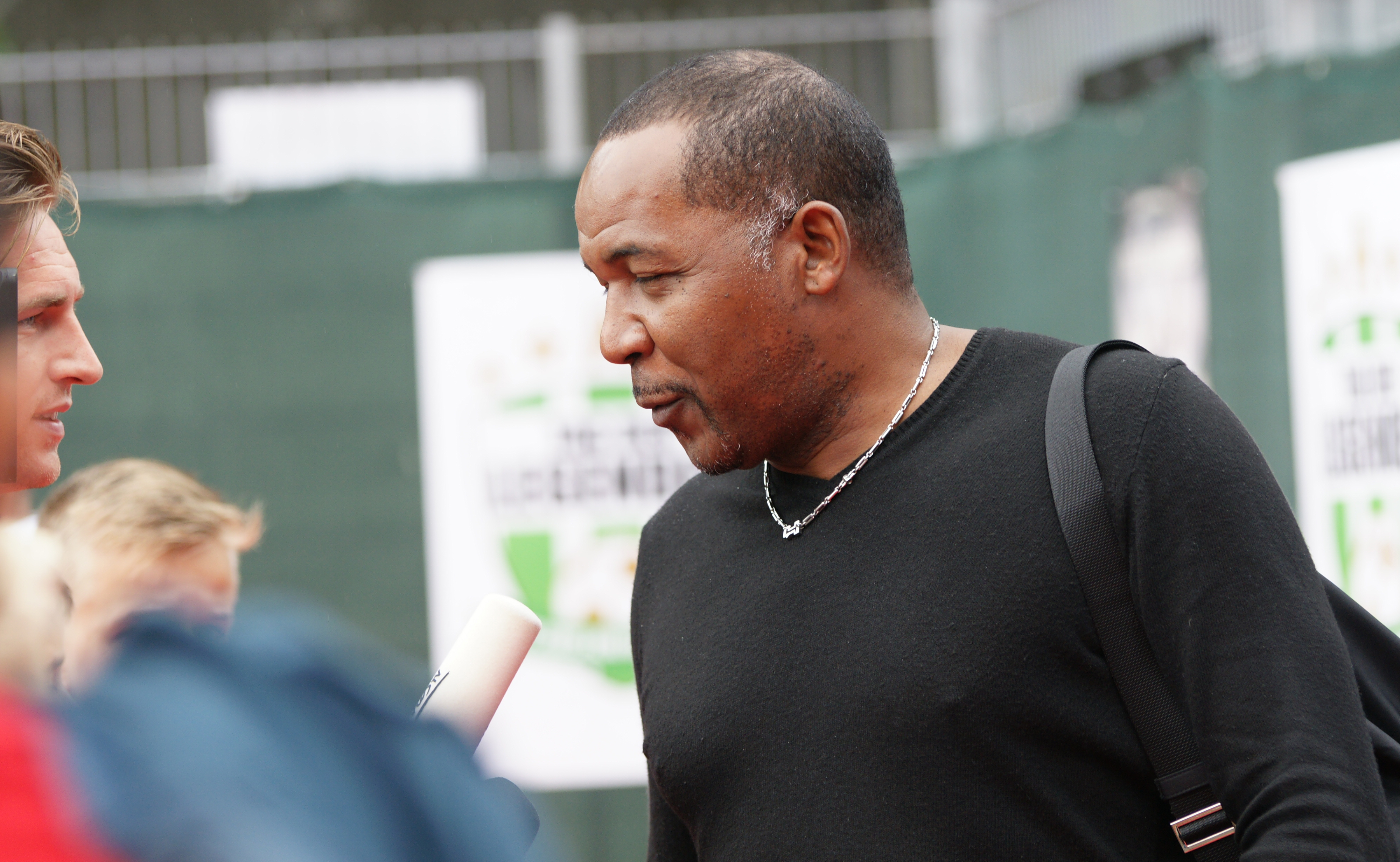
Júlio César (* 1963)

- Júlio César (* 1979), brasilianischer Fußballtorhüter
- Júlio César (Fußballspieler, Februar 1980) (* 1980), brasilianischer Fußballspieler
- Júlio César (Fußballspieler, Mai 1980) (* 1980), brasilianischer Fußballspieler
- Júlio César (* 1986), brasilianischer Fußballspieler
- Julio Rocha, Jorge (* 1969), kolumbianischer Boxer
- Julio, Agustín (* 1974), kolumbianischer Fußballspieler
- Julio, Billy (* 1996), kolumbianisch-venezolanischer Speerwerfer
- Julio, Ener (* 1973), kolumbianischer Boxer
- Julio, Francisco (1933–2012), chilenischer Fußballspieler
- Juliš, Emil (1920–2006), tschechischer Dichter und Künstler
- Julitta, Märtyrerin, Heilige
- Julitz, Nadine (* 1990), deutsche Politikerin (SPD), MdL
- Julius (1528–1589), Fürst von Braunschweig-WolfenbüttelJulius (1528–1589)

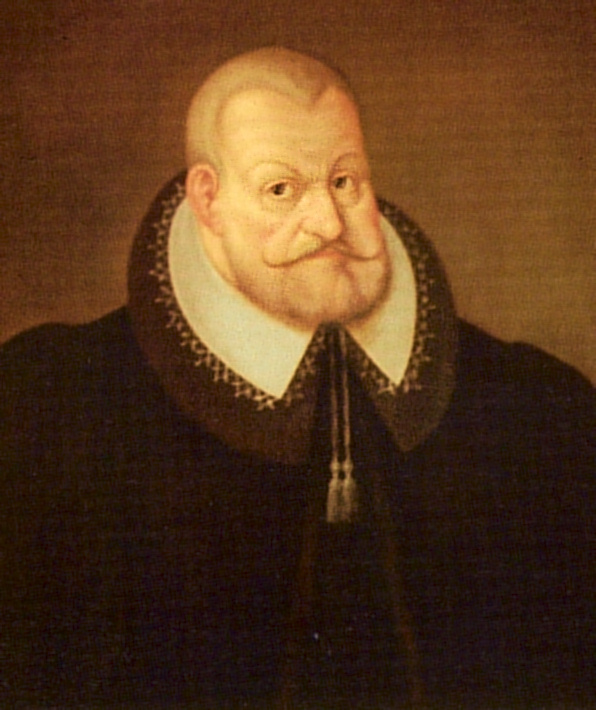
Julius (1528–1589)

- Julius August von Braunschweig-Wolfenbüttel (1578–1617), Prinz von Braunschweig-Wolfenbüttel und Abt des Klosters Michaelstein bei Blankenburg
- Julius Constantius († 337), Halbbruder Konstantins I.
- Julius d’Austria († 1609), illegitimer Sohn Kaiser Rudolfs II.
- Julius Ernst (1571–1636), Herzog zu Braunschweig und Lüneburg
- Julius Franz (1641–1689), Herzog von Sachsen-Lauenburg
- Julius Friedrich (1588–1635), Herzog von Württemberg-Weiltingen
- Julius Heinrich (1586–1665), Herzog von Sachsen-Lauenburg
- Julius I. († 352), Bischof von Rom (337–352)
- Julius II. (1443–1513), Papst (1503–1513)Julius II. (1443–1513)

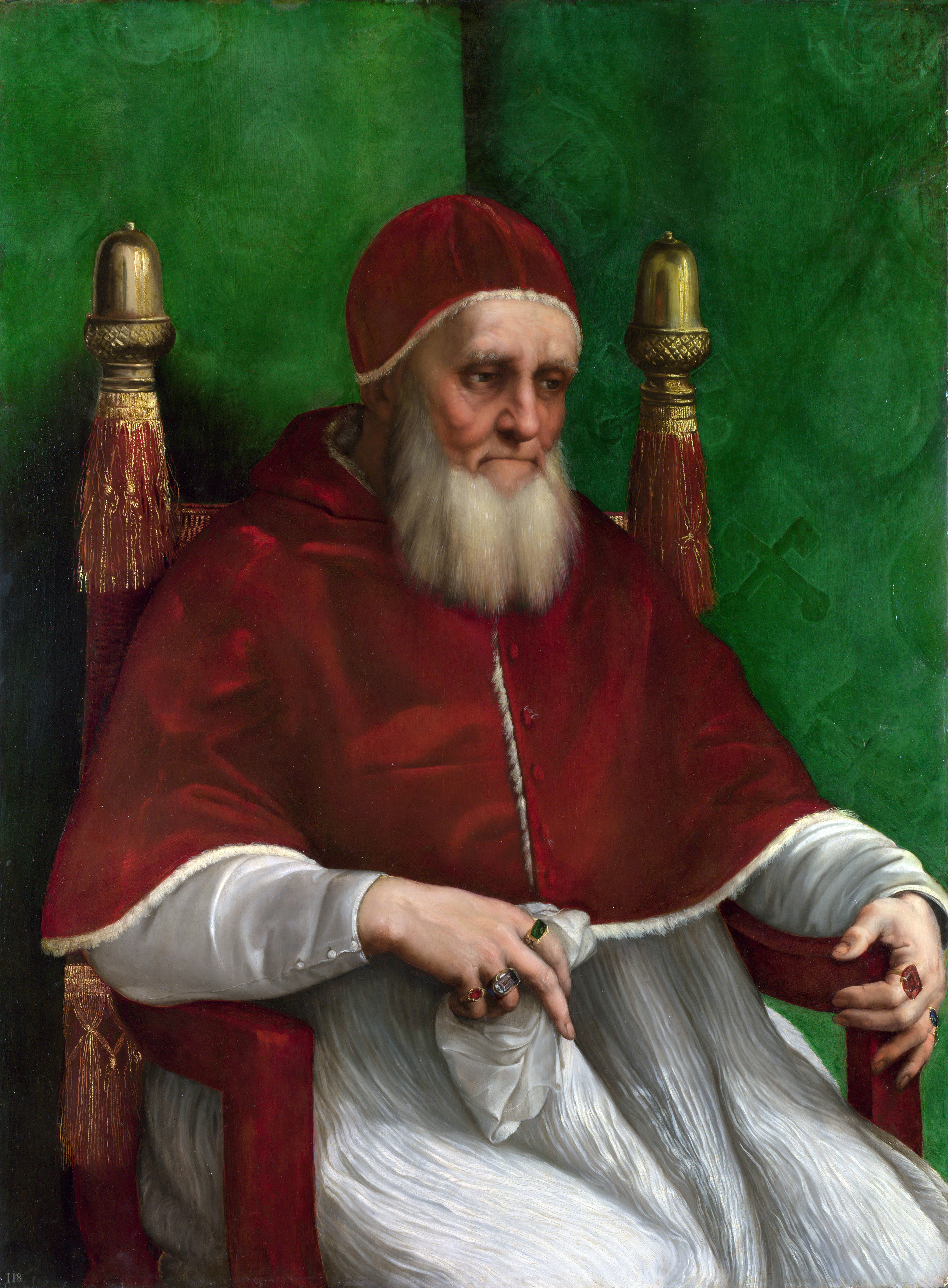
Julius II. (1443–1513)

- Julius III. (1487–1555), Papst (1550–1555)
- Júlíus Jónasson (* 1964), isländischer Handballspieler und -trainer
- Julius Nepos († 480), weströmischer Kaiser
- Julius Siegmund (1653–1684), Herzog von Württemberg-Juliusburg
- Julius von Caerleon, englischer Märtyrer
- Julius von Durostorum († 304), Märtyrer
- Julius von Novara, griechischer Priester und Heiliger der römisch-katholischen Kirche
- Julius von Rom, Märtyrer, Heiliger
- Julius von Schleswig-Holstein-Sonderburg-Glücksburg (1824–1903), Prinz von Schleswig-Holstein-Sonderburg-Glücksburg
- Julius, Anthony (* 1956), britischer Rechtsanwalt und Sachbuchautor
- Julius, David (* 1955), US-amerikanischer Sinnesphysiologe
- Julius, Friedrich (1776–1860), deutscher Theaterschauspieler
- Julius, Gustav (1810–1851), deutscher Journalist, Revolutionär 1848/49
- Julius, Henri (* 1958), deutscher Sonderpädagoge und Hochschullehrer
- Julius, Hinrich (* 1962), deutscher Rechtswissenschaftler
- Julius, Hugo (1870–1949), deutscher Fotograf
- Julius, Kurt (1909–1986), deutscher Fotograf
- Julius, Leigh (* 1985), südafrikanischer Sprinter
- Julius, Leopold (1850–1890), deutscher Klassischer Archäologe
- Julius, Marten (* 1966), deutscher Handballspieler
- Julius, Nikolaus Heinrich (1783–1862), deutscher Arzt, Reformer des Gefängniswesens in Preußen und Schriftsteller
- Julius, Nils (* 1974), deutscher Schauspieler
- Julius, Paul (1862–1931), österreichischer Chemiker und Manager in der deutschen Chemieindustrie
- Julius, Reinhold (1913–1937), deutscher Widerstandskämpfer und Boxer
- Julius, Rolf (1939–2011), deutscher Klanginstallationskünstler und Hochschullehrer
- Julius, Rosamind (1923–2010), britische Unternehmerin und Designerin
- Julius, Willem Henri (1860–1925), niederländischer Physiker
- Juliusburger, Otto (1867–1952), deutscher Psychiater

### Julk
- Julkunen, Emil (* 1990), schwedischer Unihockeyspieler

### Jull
- Jull, Albert (1864–1940), neuseeländischer Politiker
- Jull, Roberta (1872–1961), britische Ärztin und Sozialreformerin
- Jullian, Camille (1859–1933), französischer Althistoriker
- Jullian, Marcel (1922–2004), französischer Autor, Publizist, Regisseur und Fernsehproduzent
- Jullian, Philippe (1919–1977), französischer Illustrator, Kunsthistoriker, Biograph, Romancier, Ästhet und Dandy
- Julliard, Bruno (* 1981), französischer Studentenpolitiker
- Julliard, Jean-François (* 1973), französischer Journalist und Menschenrechtler
- Jüllich, Gernot (* 1954), deutscher Fußballspieler und -trainer
- Jüllich, Michael (* 1952), deutscher Perkussionist und Komponist
- Jüllich, Nicolas (* 1990), deutscher Fußballspieler
- Jullien de Paris, Marc-Antoine (1775–1848), französischer Politiker und Pädagoge
- Jullien, André (1882–1964), französischer Geistlicher, Kardinal der römisch-katholischen Kirche
- Jullien, Bernard (1798–1881), französischer Didaktiker, Romanist und Grammatiker
- Jullien, Christopher (* 1993), französischer Fußballspieler
- Jullien, François (* 1951), französischer Philosoph und SinologeFrançois Jullien (* 1951)

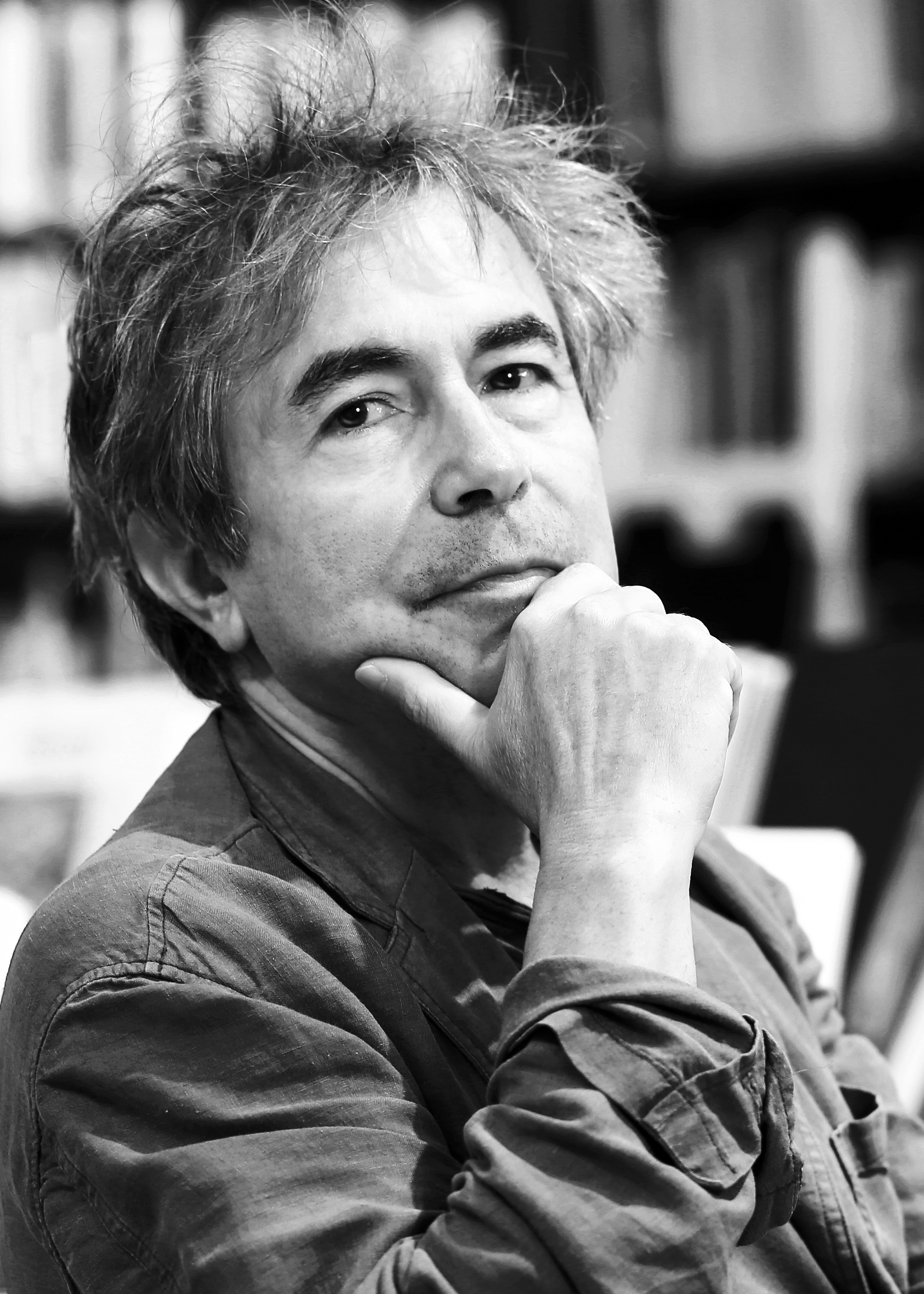
François Jullien (* 1951)

- Jullien, Gilles († 1703), französischer Organist und Komponist
- Jullien, Herbert (* 1949), deutscher Politiker (CDU), MdL
- Jullien, Ivan (1934–2015), französischer Komponist und Arrangeur
- Jullien, Jacques (1929–2012), französischer Geistlicher und Moraltheologe, römisch-katholischer Erzbischof von Rennes
- Jullien, Jean (* 1983), französischer Grafiker, Illustrator, Videokünstler und Fotograf
- Jullien, Louis-Antoine (1812–1860), französischer Komponist und Dirigent
- Jullien, Sébastien (* 1987), französischer Straßenradrennfahrer
- Jüllig, Kurt (1885–1971), deutscher Verwaltungsjurist und Landrat

### Julm
- Julmi, Christian (* 1978), deutscher Wirtschaftswissenschaftler

### Julr
- Julrattanamanee, Chanida (* 1989), thailändische Badmintonspielerin

### Juls
- Julsing, Fred (1942–2005), niederländischer Cartoonzeichner
- Julsrud, Waldemar (1875–1964), deutscher Kleinteilkaufmann und Hobby-Archäologe

### Julv
- Julve, Eduardo (1923–2008), peruanischer Leichtathlet

### July
- July, Frank Otfried (* 1954), deutscher evangelischer Theologe, Landesbischof in Württemberg
- July, Miranda (* 1974), US-amerikanische MultimediakünstlerinMiranda July (* 1974)

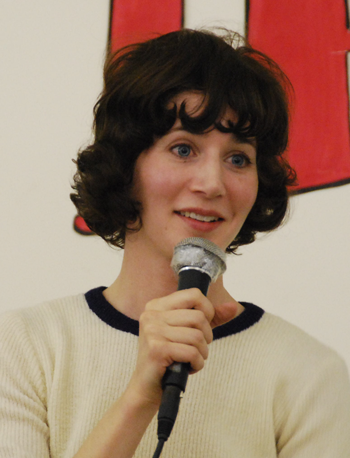
Miranda July (* 1974)

- Julyan, David (* 1967), britischer Filmkomponist
- Julyot, Ferry, französischer Dichter